# 也烈拔都儿
也烈拔都儿（13世纪？—1274年），元朝阿速人，玉哇失的父亲。
也烈拔都兒跟随其國主來歸附蒙古，窝阔台命充宿衛。1258年随从蒙哥攻打南宋蜀地，為游兵，前行至重慶，作战有功。曾经在隘口出猎遇虎，他下馬搏虎，虎张口想要吃人，他用以探虎口，抉其舌，拔佩刀将其刺殺。蒙哥称赞其勇，賞黃金五十兩，別立阿速一軍，让他率領。跟随忽必烈攻打阿里不哥，又跟随哈必失平定李璮的叛乱，有战功，賜金符，授本軍千戶。参与攻克襄陽，又攻下沿江諸城，宋将洪安抚降元后又反，誘他入城赴宴，乘他酒醉时，杀害了他。長子也速歹兒代領其軍，攻打揚州时，中流矢而亡。另一个儿子玉哇失袭职为阿速军千户。